# Lliga dels Pirineus d'handbol masculina
La Lliga dels Pirineus d'handbol masculina era una competició internacional d'handbol, disputada anualment de 1997 a 2011 a principi de la temporada, coorganitzada per la Federació Catalana d'Handbol i la Lliga del Llenguadoc Rosselló d'Handbol. La competició fou impulsada per la Federació Catalana l'any 1997 en substitució de la Lliga Catalana d'handbol que havia perdut interès a causa de la manca de clubs que poguessin rivalitzar amb el FC Barcelona i BM Granollers. En la majoria de les edicions hi van participar els dos millors clubs de cada federació, tot i que en algunes edicions hi van participar sis equips. El club FC Barcelona va dominar la competició amb dotze títols. L'any 2011 fou substituïda per la Supercopa de Catalunya d'handbol masculina.

## Historial
| En negreta = Equip guanyador (1) = Nombre de títols Nota: Noms dels equips segons l'època. |

| Edició | Temporada | Data       | Campió                    | Resultat | Subcampió             | Seu                                   |
| ------ | --------- | ---------- | ------------------------- | -------- | --------------------- | ------------------------------------- |
| I      | 1997-98   |            | FC Barcelona (1)          | 35-26    | BM Granollers         | Andorra la Vella                      |
| II     | 1998-99   |            | FC Barcelona (2)          | 41-25    | BM Granollers         | Carcassona                            |
| III    | 1999-00   |            | FC Barcelona (3)          | 24-18    | BM Granollers         | Sant Feliu de Llobregat               |
| IV     | 2000-01   |            | FC Barcelona (4)          | 27-24    | BM Granollers         | Tolosa                                |
| V      | 2001-02   |            | FC Barcelona (5)          | 31-17    | BM Granollers         | Pavelló Municipal de Cambrils         |
| VI     | 2002-03   |            | Montpellier Handball (1)  | 26-22    | FC Barcelona          | Agde                                  |
| VII    | 2003-04   |            | FC Barcelona (6)          | 36-26    | Montpellier Handball  | Montcada i Reixac                     |
| VIII   | 2004-05   |            | Montpellier Handball (2)  | 35-28    | FC Barcelona          | Montpeller                            |
| IX     | 2005-06   |            | FC Barcelona (7)          | 29-22    | USAM Nîmes            | Vilanova i la Geltrú                  |
| X      | 2006-07   |            | FC Barcelona (8)          | 29-21    | BM Granollers         | Nimes                                 |
| XI     | 2007-08   | N/D        | FC Barcelona (9)          | lligueta | USAM Nîmes            | Igualada                              |
| XII    | 2008-09   | N/D        | Fraikin BM Granollers (1) | lligueta | FC Barcelona Borges   | Pavelló Llandrius, Camprodon          |
| XIII   | 2009-10   | 30-08-2009 | FC Barcelona Borges (10)  | 37-28    | USAM Nîmes            | Pavelló de Can Vinader, Castelldefels |
| XIV    | 2010-11   | 29-08-2010 | FC Barcelona Borges (11)  | 38-31    | Fraikin BM Granollers | Pavelló Poliesportiu de Berga         |
| XV     | 2011-12   | 07-09-2011 | FC Barcelona Borges (12)  | 38-26    | Fraikin BM Granollers | Pavelló Nord de Sabadell              |

## Palmarès
| Equip                     | Campió | Subcampió | Finals | Anys campió                                                                                                | Anys subcampió                                                         |
| ------------------------- | ------ | --------- | ------ | --- | ---------------------------------------------------------------------- |
| Futbol Club Barcelona     | 12     | 3         | 15     | 1997-98, 1998-99, 1999-00, 2000-01, 2001-02, 2003-04, 2005-06, 2006-07, 2007-08, 2009-10, 2010-11, 2011-12 | 2002-03, 2004-05, 2008-09                                              |
| Montpellier Handball      | 2      | 1         | 3      | 2002-03, 2004-05                                                                                           | 2003-04                                                                |
| Club Balonmano Granollers | 1      | 8         | 9      | 2008-09 | 1997-98, 1998-99, 1999-00, 2000-01, 2001-02, 2006-07, 2009-10, 2010-11 |
| USAM Nîmes                | 0      | 2         | 2      | — | 2007-08, 2009-10                                                       |